# Friedrich-Ebert-Siedlung

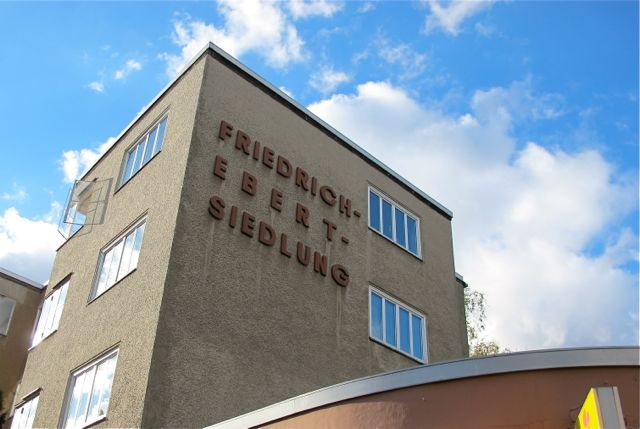
Hus med bostadsområdets namn.

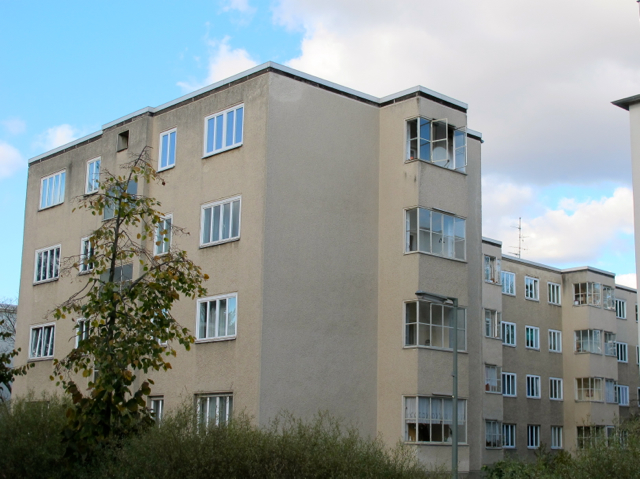
Hus på Togostrasse.

Friedrich-Ebert-Siedlung är ett bostadsområde i stadsdelen Afrikanisches Viertel i Wedding i Berlin. Området skapades 1928-1939 under ledning av arkitekten Paul Mebes och Paul Emmerich. Delar av området är skapat av Bruno Taut, Werner Harting och Wolfgang Werner. Sammanlagt finns här 1400 lägenheter. Området ägdes från början av spar- och byggnadsföreningen Eintracht som 1996 blev en del av GAGFAH. Sedan 2010 ägs det av Zentral Boden Immobilien AG (ZBI). Området är kulturminnesskyddat och har sitt namn efter Weimarrepublikens förste president Friedrich Ebert. 